# Griffe de toilette
 (août 2017).
Si vous disposez d'ouvrages ou d'articles de référence ou si vous connaissez des sites web de qualité traitant du thème abordé ici, merci de compléter l'article en donnant les références utiles à sa vérifiabilité et en les liant à la section « Notes et références ».

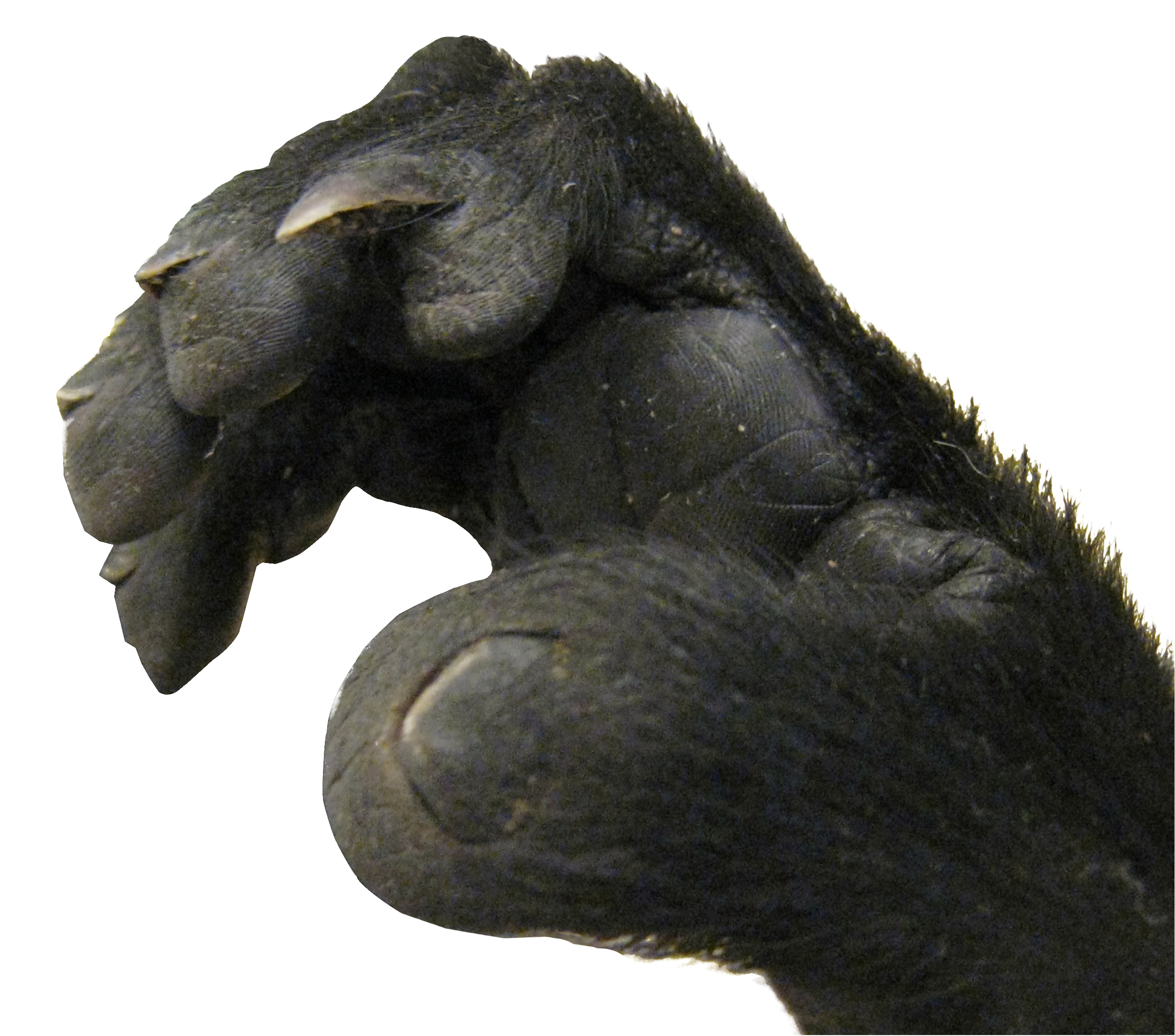
Vue rapprochée d'un pied de Lémur à crinière, montrant une griffe de toilette sur le second orteil et des ongles sur les autres.

Une griffe de toilette est une griffe trouvée sur la main et/ou le pied de certains primates et utilisée pour ses soins personnels. Tous les prosimiens ont une griffe de toilette mais le doigt qui en est pourvu varie. Les tarsiers ont une griffe de toilette aux deuxième et troisième orteils. À une exception près possible, dans le sous-ordre des Strepsirrhini, qui inclut les lémuriens, galagos et loris, la griffe de toilette est sur le deuxième orteil. La seule exception possible est le aye-aye, qui a des griffes au lieu d'ongles sur les orteils 2 à 5. 
Comme les ongles et les griffes, la griffe de toilette est faite de kératine. Elle ressemble à une griffe à la fois par sa compression latérale et par sa courbure longitudinale. Toutefois,l'extrémité n'est pas aussi acérée.
La griffe de toilette est utilisée pour les soins personnels et le grattage de la fourrure, en particulier aux différents endroits qu'un individu ne peut atteindre avec sa bouche et son peigne dentaire.

## Source
- (en) Cet article est partiellement ou en totalité issu de l’article de Wikipédia en anglais intitulé « Grooming claw » (voir la liste des auteurs).